# كتابة مصطنعة
الكتابة المصطنعة هي نظام كتابة جديد ينشئ خصيصًا من قبل فرد أو مجموعة، بدلاً من أن يكون تطور كجزء من لغة أو ثقافة مثل أنظمة الكتابة الطبيعية. بعضها مصمم للاستخدام مع اللغات المصطنعة، على الرغم من استخدام العديد منها في التجارب اللغوية أو لأغراض أخرى أكثر عملية في اللغات الطبيعية الموجودة.
أبرز الكتابات المصطنعة قد تكون الأبجدية الغلاغوليسية والهانغل الكوري والألفبائية الصوتية الدولية  صُممت بعضها كإصلاحات إملاء للغة الإنجليزية، مثل الألفبائية الشاڤيانية [الإنجليزية] وكويكسكريبت [الإنجليزية] والألفبائية 26 وأبجدية ديسيريت [الإنجليزية]. كما طُور البعض الآخر لاستخدام البيداغوجي بما في ذلك الخطاب المرئي لألكسندر ميلفيل بيل وUnifon ‏ لجون مالون.

## أنظمة الكتابة المصطنعة وأنظمة الكتابة التقليدية «الطبيعية»
جميع أنظمة الكتابة، بما في ذلك التقليدية من المقاطع الصينية حتى الأبجدية العربية، هي إبداعات بشرية. ومع ذلك، فإن أنظمة الكتابة عادةً ما تتطور من كتابات أخرى بدلاً من أن تكون مصممة من طرف فرد واحد. في معظم الحالات، يتم تبني الحروف الهجائية، أي أن اللغة تكون مكتوبة بخط لغة أخرى في البداية، وتتطور للغة تدريجياً خصائص خاصة جديدة على مر القرون (مثل الحرفين W و J الذين أُضيفى إلى الألفبائية اللاتينية بمرور الوقت، ولم يعتبرا رسميًا حروفاً في الأبجدية الإنجليزية (على عكس اللاتينية) حتى منتصف القرن التاسع عشر). تفترض عملية إنشاء نظام كتابة أن المؤلف على دراية بنظام كتابة واحد على الأقل. فإن لم يتحقق هذا الشرط، فالاختراع إذن لن يشتمل على تأليف كتابة جديدة فحسب، بل على مفهوم الكتابة ذاتها.
في الحالات النادرة التي لا تتطور فيها الكتابة من نظام كتابة سابق، ولكن من كتابة أولية أو بدائية (الحالات الوحيدة المعروفة هي الكتابة المسمارية، والهيروغليفية المصرية، والكتابة الصينية، ويمكن إضافة كتابة المايا على الرغم من أن هناك جدال حول الموضوع، كانت العملية مع ذلك تطورا تدريجيًا لنظام الكتابة انطلاقا من الرموز، وليس ابتكارًا عن طريق التصميم.

## نظرة عامة على أنظمة الكتابة المصطنعة

### للغات الغير مكتوبة سابقا
مثل الهانغول الكوري، والمقاطع الشيروكية، وأحرف نكو، وفريزر، وبولارد، التي اخترعت للسماح لبعض اللغات الطبيعية المنطوقة التي لم يكن لديها أنظمة كتابة مناسبة لتكون مكتوبة. قد تندرج الأرمينية والجورجية والغلاغوليتية في هذه الفئة على الرغم من أن أصلهم غير معروف.

### للغات الخيالية

كتابة تِنغوار التي ابتكرها تولكين من أجل كتابة لغاته المصطنعة

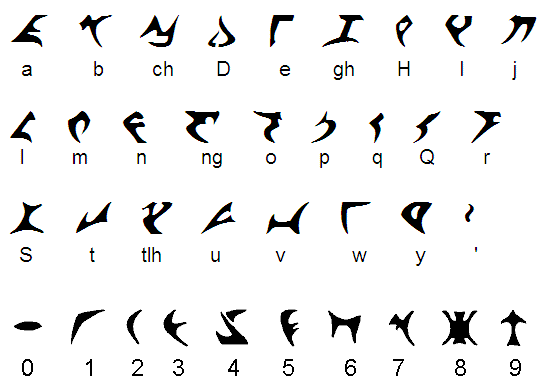
"KLI pIqaD" هي نظام كتابة مصطنع للغة الكلينغونية

أبرز الكتابات المصطنعة الخاصة باللغات المصطنعة للعوالم الخيالية (أي التي أُنجزت لغرض استعمالها في الأعمال الفنية الخيالية سواء الروائية أو السينمائية أو غيرها) هي تِنغوار (Tengwar) وسيرث (Cirth) المبتكرة من طرف جون رونالد تولكين، غير أنه توجد أمثلة أخرى، ككتابة الكلينغون من ستار تريك وأوربيش (Aurebesh) من حرب النجوم.

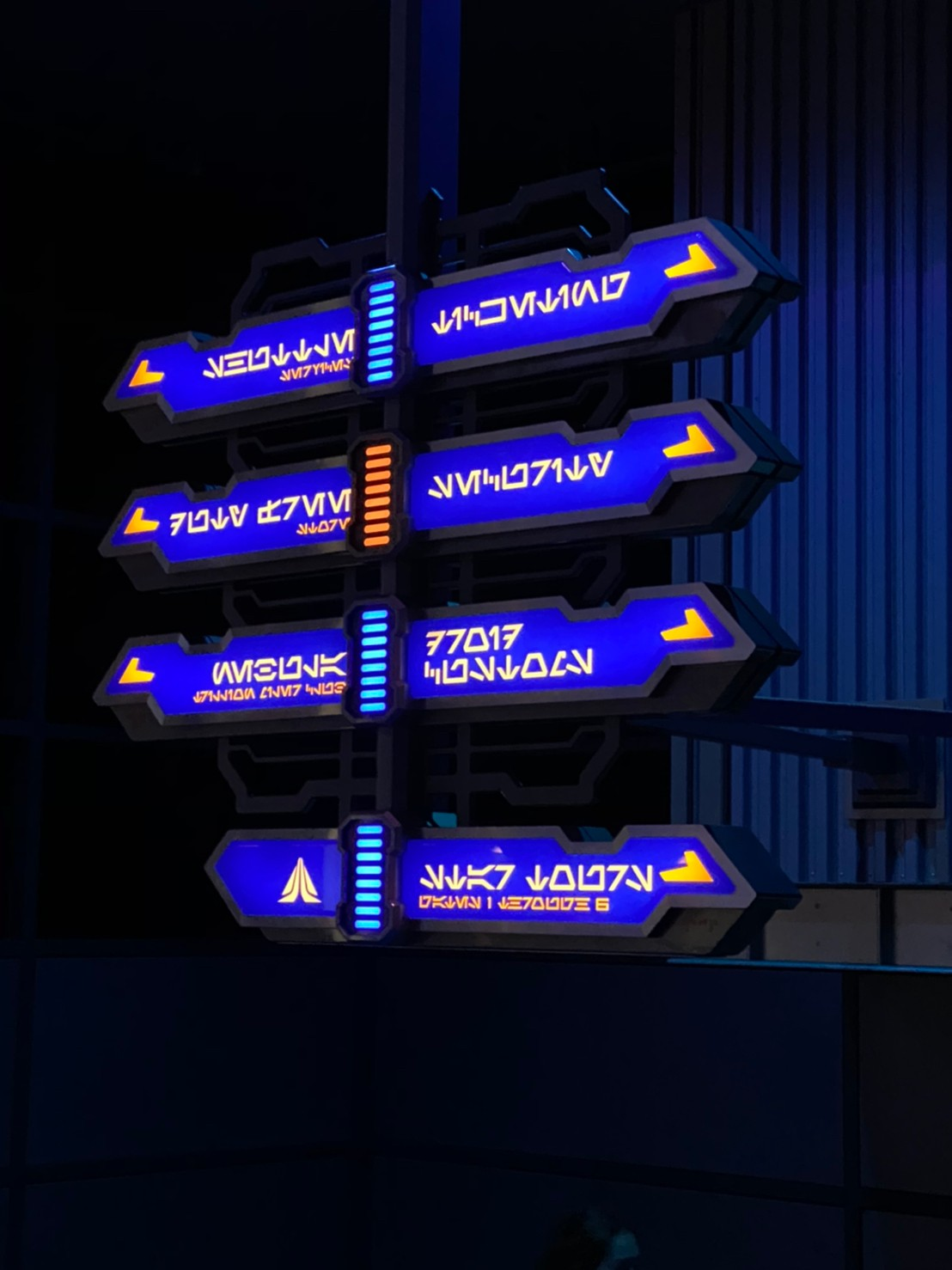
إشارة مكتوبة باستعمال نظام كتابة أوربيش (Aurebesh) في ستار تورز، طوكيو ديزني لاند